# Berg Tabor
Der Berg Tabor (hebräisch הַר תָּבוֹר Har Tavōr, lateinisch Itabyrium, griechisch Ιταβύριον Itabyrion) ist ein 588 m hoher Berg am Ostrand der Jesreelebene in Galiläa im Norden Israels.
Er war einst eine berühmte vorchristliche Kultstätte der Antike und soll nach christlicher Überlieferung der Ort der Verklärung Jesu Christi gewesen sein. Sein isolierter Standort und seine Höhe machen ihn sehr markant; der Gipfel liegt mehrere hundert Meter über der umgebenden Landschaft und ist auch heute noch ein Ziel von römisch-katholischen und griechisch-orthodoxen Pilgern sowie von Touristen.

## Geologie
Der Berg ist ein Inselberg, ein isolierter Hügel bzw. kleiner Berg, der in der sanft abfallenden Ebene des umliegenden Landes steht. Er ist nicht vulkanischen Ursprungs. Trotz seiner Nähe zu den höheren Bergen Nazareths stellt er eine separate geologische Form dar.

## Etymologie
Herkunft und Bedeutung des Ortsnamens Tabor sind unklar. Nicht durchgesetzt hat sich die These von Otto Eißfeldt, der Name sei angesichts der griechischen Wiedergabe mit Itabyrion auf den Gott Zeus Atabyrios oder Itabyrios zurückzuführen, der auf Rhodos bezeugt ist (siehe Attavyros), aber semitische Wurzeln habe. Erasmus Gaß hält eine Ableitung von dem postulierten Begriff tadbôr (Präfix ta + dbr „sprechen“) mit der Bedeutung „Orakelstätte“ für das wahrscheinlichste.

## Geschichte
Im 2. Jahrtausend v. Chr. verehrten die Kanaanäer am Berg Tabor den Gott Ba’al. Im Alten Testament wird der Berg ebenfalls als Kultstätte erwähnt. Im Jahr 55 v. Chr. wurde ein von Alexander – dem Sohn des Hasmonäers Aristobulos II. – geführtes Heer von 30.000 Aufständischen gegen die römische Herrschaft im Vorderen Orient am Berg Tabor von Aulus Gabinius, dem römischen Statthalter der Provinz Syria, vernichtend geschlagen.
Zur Zeit der Kreuzzüge gründete Tankred von Tiberias 1100 das Benediktinerkloster S. Salvator auf dem Berg Tabor. Nach der Schlacht bei Hattin 1187 mussten sie vor den muslimischen Ayyubiden fliehen. Die Mönche siedelten sich in Akkon an. Zwischen 1211 und 1213 ließ der Ayyubiden-Sultan al-Adil I. um das strategisch günstig gelegene Klostergebäude eine Gipfelburg errichten, mit einer massiven Umfassungsmauer von 1750 Metern Länge und zehn Türmen. Im Dezember 1217 wurde diese Burg auf dem Berg Tabor erfolglos vom Heer des Fünften Kreuzzugs unter König Andreas II. von Ungarn belagert. Da sie durch ständige Angriffe des Templerordens auf das Umland der Burg vom Nachschub abgeschnitten waren, zerstörten die Muslime die Anlage 1218 und zogen sich zurück. 1255 übereignete Papst Alexander IV. die Anlage an den Hospitaliterorden. Üblicherweise hätten die Ordensritter die muslimische Burganlage wieder befestigt, aber anscheinend besetzten sie lediglich das bestehende Klostergebäude in der Südostecke der Burganlage und verließen sich auf ihre geschützte Position auf dem Berggipfel, umgeben von steilen Hängen. 1263 wurde die Anlage vom Mamluken-Sultan Baibars I. erobert.
Ein nahendes osmanisches Entsatzheer unter Dschezzar Ahmet Pascha wurde während der Belagerung von Akkon am 16. April 1799 in der Schlacht am Berg Tabor von den zahlenmäßig deutlich unterlegenen Franzosen bei Napoleons Ägyptenfeldzug in die Flucht geschlagen.

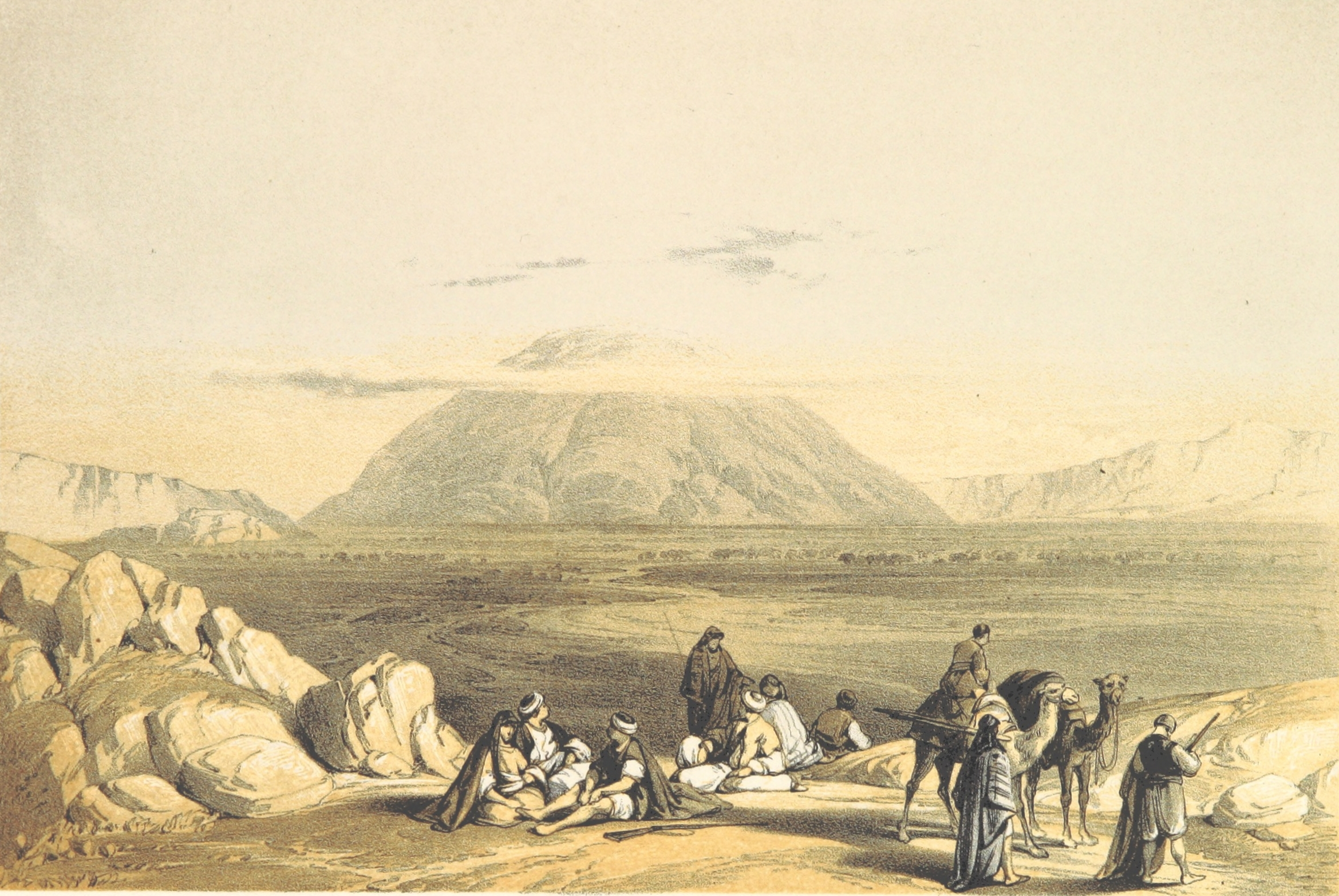
Blick auf den Berg Tabor (um 1850)

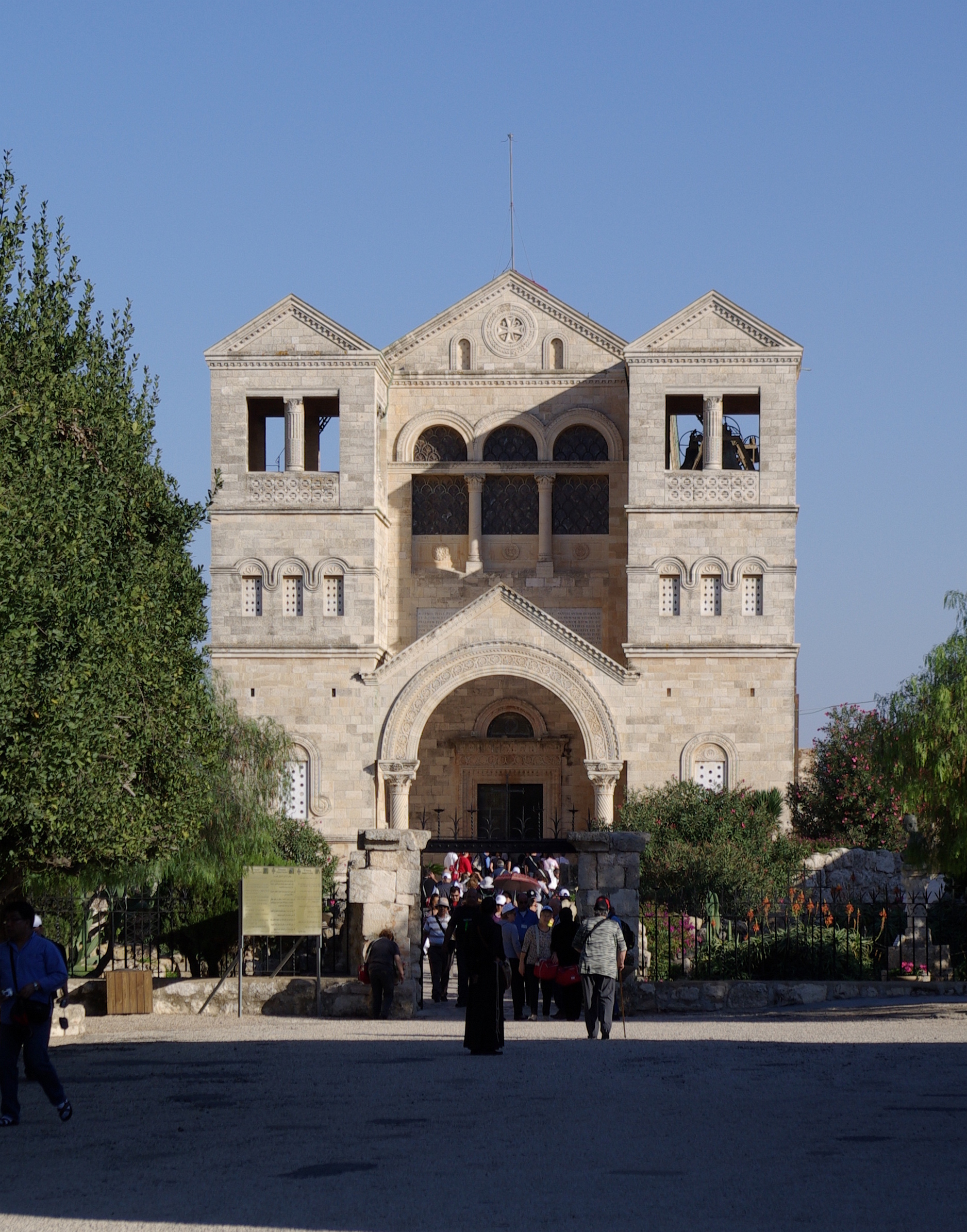
Verklärungskirche auf dem Berg Tabor

Zustand 1933

Ab 1631 ließen sich die Franziskaner auf dem Berg nieder. Ihre in der Zeit von 1921 bis 1924 gebaute römisch-katholische Verklärungskirche ist bis heute der markante Punkt auf der östlichen Seite des Bergplateaus, der Nordteil wird von einer Elias-Kirche und einem griechisch-orthodoxen Kloster eingenommen. Außerdem finden sich Reste der antiken und mittelalterlichen Befestigungsanlagen.
1901 wurde Kfar Tabor gegründet, am Fuße des Berges und nach ihm benannt.

## Mythologie und religiöse Quellen
Im Tanach kommt der Berg Tabor in folgenden Zusammenhängen vor:
- Tabor liegt an der Grenze der Stammesgebiete Sebulon, Issachar, Naftali (Jos 19,12.22.34; 1Chr 6,62); dass Tabor den Leviten gegeben wird, ist nur in 1Chr 6,62 bezeugt, aber nicht im Parallelbericht Jos 21.
- Barak zieht gegen Sisera auf den Berg Tabor und von dort hinab mit 10.000 Soldaten (Ri 4,6.12.14).
- Sebach und Zalumna haben Männer am oder in Tabor erschlagen (Ri 8,18) – hier ist unklar, ob der Berg oder der Ort gemeint ist.
- Saul begegnet an der Tabor-Terebinthe drei nach Bet-El ziehenden Männern, von denen er mit zwei Broten versorgt wird (1. Samuel 10 EU); die im Kontext genannten Orte erwecken aber nicht den Anschein, als ob es sich um eine Bezugnahme auf den Berg Tabor handelt (Bet-El, Gibea, Rahelgrab zu Bethlehem sind jeweils im Gebiet Benjamin oder seiner Nähe zu lokalisieren; also viel weiter südlich als der Berg Tabor).
- Tabor und Hermon jubeln über Gottes Namen (Ps 89,13).
- Die Höhe Gottes wird verglichen mit der Höhe Tabors gegenüber anderen Bergen (Jer 46,18); daneben kommt Tabor in der prophetischen Literatur nur noch in Hos 5,1 vor.

In der biblischen Überlieferung ist der Berg Tabor der Weltenberg: hebräisch tabbur bedeutet „Nabel (der Welt)“. Christen bringen die Verklärung des Herrn mit ihm in Verbindung. Jesus erschien dabei auf dem „Verklärungsberg“ seinen Jüngern in göttlicher Gestalt. (Matthäus 17 , Markus 9 , Lukas 9 ). Das Licht, das sie dabei sahen, wird Taborlicht genannt; es spielte eine große Rolle bei den Debatten um den Hesychasmus im 14. Jahrhundert.

## Der Berg als Namensgeber
Nach diesem Berg wurde 1217 die Stadt Montabaur in Rheinland-Pfalz und 1421 zur Zeit der Hussitenkriege in Böhmen die Stadt Tábor als „Ansiedlung der Verklärten“ benannt. 
Einen Mont Thabor mit einer spätmittelalterlichen Kapelle in einer Höhe von 3178 Metern gibt es in den französischen Alpen, auf der Grenze zwischen den nördlichen Savoyer Alpen und den südlichen Alpen der Haute-Provence.
Nach dem Berg Tabor bzw. der im böhmischen Tabór entwickelten Verteidigungsanlage wurden zahlreiche Wehranlagen des Mittelalters Tabor genannt, oft Standorte von Wehrkirchen.